# Virovitica (comitaat)
Het comitaat Virovitica  (Kroatisch: Virovitička županija , Hongaars: Verőce vármegye ,  Duits: Komitat  Virovititz) was een historisch comitaat in het noorden van het koninkrijk Kroatië en Slavonië (Hongaars: Horvát-Szlavónország) , maakte deel uit van Transleithanië en de Landen van de Heilige Hongaarse Stefanskroon. Tegenwoordig is het grondgebied verdeeld over de Kroatische provincies: Virovitica-Podravina en Osijek-Baranja.
Het comitaat bestond vanaf de Hoge Middeleeuwen en tot in de 18e eeuw was de hoofdstad van het comitaat Virovitica / Verőce / Wirowititz en dankt haar naam aan deze stad. Het gebied was gelegen in Slavonië en maakte voor een klein deel, het gebied net ten oosten van Đakovo  eerder ook deel uit van de Militaire Grens.

## Ligging

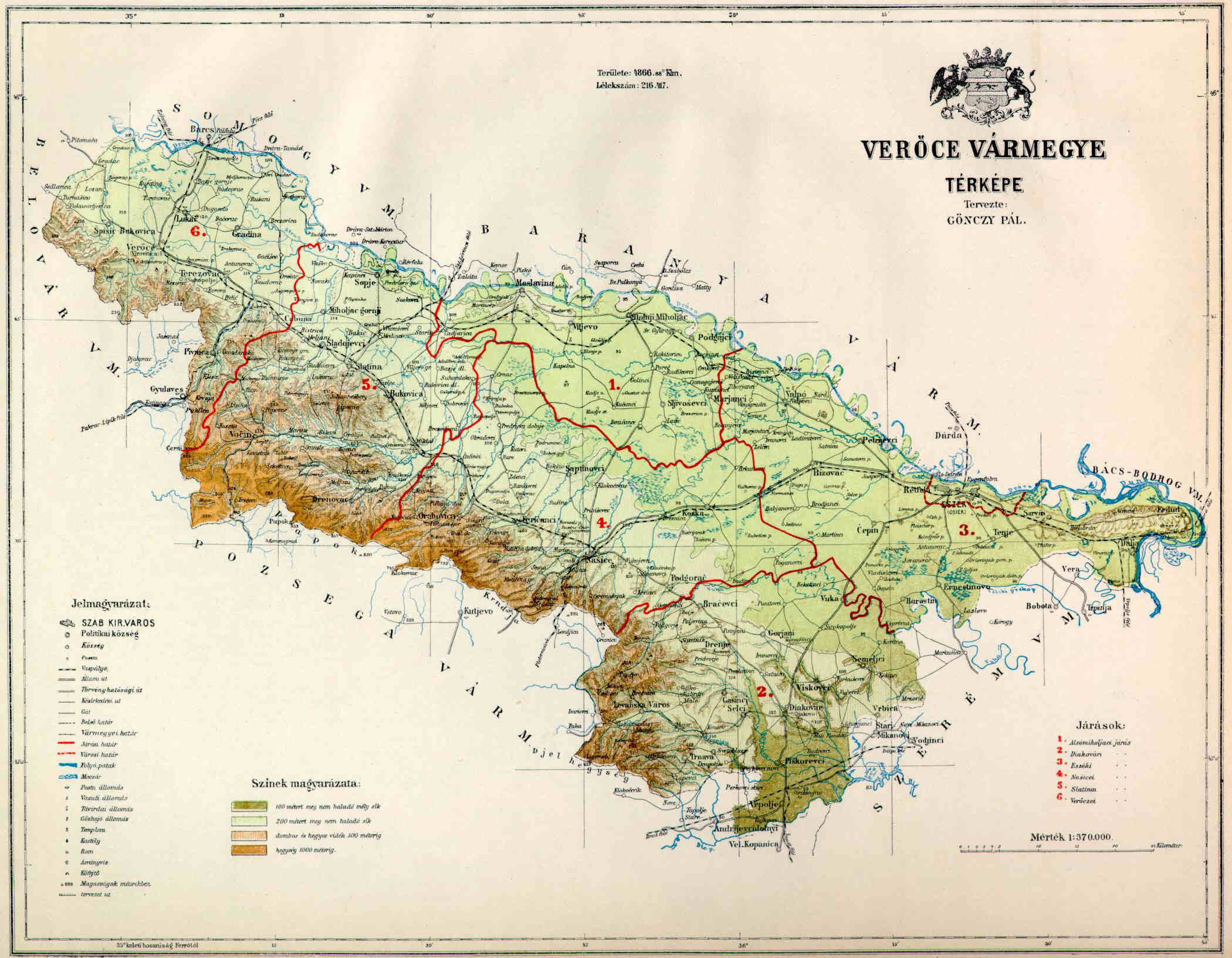
Kaart van het comitaat Virovitička / Verőce / Virovititz in 1890

Het comitaat grensde aan de Hongaarse comitaten: Somogy (historisch comitaat) , Baranya (historisch comitaat) en Bács-Bodrog. Tevens aan de Kroatische comitaten: Syrmië , Pozsega en
Belovár-Kőrös.
De noordgrens vormde de Drau, die ook gelijk de landsgrens vormde met het koninkrijk Hongarije; dit koninkrijk was in personele unie verbonden met het Koninkrijk Kroatië en Slavonië en haar voorgangers sinds 1102. Het comitaat had enigszins een vlak en anderszins een heuvelachtig en bergachtig landschap in het zuiden en uiterste oosten van het comitaat. Het vlakkere gebied was vooral rondom de riviervlakte van de Drau te vinden, waar ook de hoofdstad van het comitaat Osijek / Eszék / Esseg gelegen was. Deze stad was gelegen in het oosten van het comitaat, direct ten zuiden van de Drau. Het gebied werd in de uiterste oosterse punt in het stoeldistrict Osijek begrensd door de Donau, verder doorstroomde meerdere kleinere rivieren het gebied. De middelgebergten:  Papuk rondom het stoeldistrict Slatina en het Krndijagebergte rondom het stoeldistrict Našice waren deels gelegen in dit comitaat en werden gedeeld met het buurcomitaat Pozsega.

## Districten
| Stoeldistrict  | Hoofdplaats                                   |
| -------------- | --------------------------------------------- |
| Donji Miholjac | Donji Miholjac / Alsómiholjác / Unter-Miholtz |
| Đakovo         | Đakovo / Diakovár / Diakowar                  |
| Našice         | Našice / Nasic / Naschitz                     |
| Slatina        | Slatina / Szlatina                            |
| Virovitica     | Virovitica / Verőce / Wirowititz              |
| Stadsdistrict  |                                               |
| Osijek         | Osijek / Eszék / Esseg                        |